# 小泉親司
小泉 親司（こいずみ ちかし、1948年4月1日 - ）は日本の政治家。参議院議員を1期務めた。日本共産党中央委員会・基地対策委員会責任者。日本平和委員会常任理事。

## 来歴
栃木県出身。千葉大学を卒業後、しんぶん赤旗ワシントン支局長などを経て、1996年の衆院選で比例東京ブロックから立候補するも落選。1998年の参院選で比例区から立候補し初当選。当選1回。
雑誌「前衛」や「労働運動」などに自衛隊問題の論説を寄稿するなど防衛問題に精通しており、議員時代も有事法制の整備を巡り当局と対峙した。

## 主著
- 『防衛問題の「常識」を斬る』（新日本出版社、1987年8月）ISBN 4-406-01536-1
- 『核軍事同盟と自衛隊』（新日本出版社、1988年8月）ISBN 4-406-01656-2
- 『日米軍事同盟史研究:密約と虚構の五〇年』（新日本出版社、2002年11月）ISBN 4-406-02958-3
- 『今日の「日米同盟」を問う』（学習の友社、2019年2月）ISBN　7617-0711-8